# 金允治
金允治（1600年—？年），字际升，北直隸順天府籍，南直隸吳江縣人，明末清初政治人物。

## 生平
崇禎三年（1630年）庚午科中式順天鄉試第一百四十名舉人，崇禎十六年（1643年）癸未科會試第一百四十九名，三甲第二百四十二名進士，工部觀政，次年授福建晋江县知县。

## 家族
曾祖金田，冠带舍人。祖父金玄錫，府庠生。父金廷樞。